# Eilandsraadverkiezingen Aruba 1975
Op 25 april 1975 vonden in Aruba verkiezingen plaats voor de eilandsraad van Aruba. Het aantal kiesgerechtigden was naar schatting 34.600. Aan de verkiezingen ging vooraf de indiening van de kandidatenlijsten op 4 maart en de lijstondersteuning van 5 tot 13 maart. Bij  lijstondersteuning is het vereist dat de lijsten van de deelnemende partijen ondertekend worden door kiezers; vertegenwoordigende minimaal 1% van het aantal uitgebrachte stemmen in de vorige verkiezingen. Reeds op 5 maart werd de MEP-lijst als eerste voltekend met 236 handtekeningen.

## Deelnemende partijen
| Lijst | Partij | Lijsttrekker   |
| ----- | ------ | -------------- |
| 1     | AVP    | Rudy Frank     |
| 2     | MEP    | Betico Croes   |
| 3     | PPA    | Dominico Tromp |

## Uitslag

### Stemmen en zetelverdeling
| Partij | Partij                         | 1971      | 1971  | 1971   | 1975      | 1975  | 1975   | verschil | verschil |
| Partij | Partij                         | # stemmen | %     | zetels | # stemmen | %     | zetels | %        | zetels   |
| ------ | ------------------------------ | --------- | ----- | ------ | --------- | ----- | ------ | -------- | -------- |
|        | Movimiento Electoral di Pueblo | 8.095     | 34,37 | 7      | 18.374    | 59,54 | 13     | +126,97  | +6       |
|        | Partido Patriotico Arubano     | 12.044    | 51,14 | 11     | 10.741    | 34,81 | 7      | -10,81   | -4       |
|        | Arubaanse Volkspartij          | 3.413     | 14,49 | 3      | 1.743     | 5,65  | 1      | -48,93   | -2       |
|        | Totaal                         | 23.552    | 100   | 21     | 30.858    | 100   | 21     |          | 0        |

### Samenstelling eilandsraad
De zittingsperiode van de eilandsraad ving aan op 1 juli 1975. In het jaar dat door de VN uitgeroepen werd tot internationaal jaar van de vrouw, traden twee vrouwen toe tot de eilandsraad: Grace Bareño en Faustina Frank. In de eerste raadsvergadering werden tot gedeputeerde gekozen Delwyn Gomez, Roland Laclé, Caspar Boekhoudt, Nelson Oduber, Daniel Leo en Frans Figaroa, die later hiervan afzag en vervangen werd door Lindo Lopez. In de loop van de zittingstermijn van 4 jaren waren er maar liefs 10 van de 21 raadsleden naar een andere partij overgelopen en tegen het einde waren zelfs de PPA en AVP geheel uit de raad verdwenen.
| nr. | Eilandsraadlid     | Partij | Opmerkingen                                                                          |
| --- | ------------------ | ------ | ------------------------------------------------------------------------------------ |
| 1   | dhr G.F. Croes     | MEP    | fractieleider                                                                        |
| 2   | dhr. N.O. Oduber   | MEP    |                                                                                      |
| 3   | dhr. F.D. Figaroa  | MEP    | vanaf oktober 1975 opgevolgd door R.R.H. Richardson, die in 1977 onafhankelijke werd |
| 4   | dhr. P. Bislip     | MEP    | vanaf oktober 1975 opgevolgd door J. van de Kuyp                                     |
| 5   | dhr. D.I. Leo      | MEP    |                                                                                      |
| 6   | dhr. A. Werleman   | MEP    | werd in 1975 statenlid en opgevolgd door C. Odor                                     |
| 7   | dhr. R.H. Laclé    | MEP    |                                                                                      |
| 8   | dhr. D. Gomez      | MEP    | opgevolgd door J. Croes                                                              |
| 9   | dhr. H. Angela     | MEP    |                                                                                      |
| 10  | dhr. C. Boekhoudt  | MEP    |                                                                                      |
| 11  | dhr. P.P. Kelly    | MEP    |                                                                                      |
| 12  | dhr. M. Bislip     | MEP    | werd in 1975 statenlid en opgevolgd door R. Henriquez                                |
| 13  | mvr. G. Bareño     | MEP    |                                                                                      |
| 14  | dhr. G.P. Trinidad | PPA    | fractieleider, vanaf september 1977 onafhankelijke                                   |
| 15  | dhr. D. Tromp      | PPA    | opgevolgd door J. Noguera, die in 1977 onafhankelijke werd                           |
| 16  | dhr. M. Croes      | PPA    | opgevolgd door Clyve Lacle, die in april 1977 onafhankelijke werd                    |
| 17  | mvr. F. Frank      | PPA    | opgevolgd door Th. Figaroa, die in 1977 onafhankelijke werd                          |
| 18  | dhr. F. Croes      | PPA    | onafhankelijke vanaf 1977                                                            |
| 19  | dhr. C. Pieters    | PPA    | onafhankelijke vanaf augustus 1978                                                   |
| 20  | dhr. S. Spanner    | PPA    | onafhankelijke vanaf april 1977                                                      |
| 21  | dhr. R. Frank      | AVP    | fractieleider, onafhankelijke vanaf maart 1977                                       |